# Любек (аеропорт)
Аеропорт Любека (нім. Lübeck Airport) (IATA: LBC, ICAO: EDHL) — невеликий німецький аеропорт, розташований за 8 км на південь від Любека, другого за населенням міста в землі Шлезвіг-Гольштейн, та за 54 км на північний схід від Гамбурга. 
Це другорядний аеропорт для метрополійного регіону Гамбург, після набагато більшого аеропорту Гамбурга, 

і використовується для внутрішніх та деяких чартерних рейсів. 
Тому аеропорт іноді називають «Гамбург-Любек» у маркетингових цілях.

## Історія
У січні 2020 року аеропорт Любека оголосив про плани запуску віртуальної авіакомпанії з регулярними рейсами до Штутгарта та Мюнхена з 1 червня 2020 року. 
Для цього було придбано ATR 72-500, який здійснюватиме політ під брендом Lübeck Air і управлятиметься Air Alsie . 
Зрештою, рейси почалися 17 серпня 2020 року через пандемію COVID-19. 
.

## Опис
Аеропорт Любека має одну невелику будівлю терміналу, де є стійки реєстрації, крамниця і кілька ресторанів. 

## Авіалінії та напрямки, квітень 2022
| Авіакомпанія | Пункт призначення |
| ------------ | --- |
| Lübeck Air   | Мюнхен, Штутгарт Сезонно: Бастія (з 27 травня 2022), Берген (з 23 травня 2022), Берн, Ібіца (з 25 травня 2022), Джерсі (з 28 травня 2022), Менорка (з 25 травня 2022), Ольбія (з 14 травня 2022), Рейк'явік (з 6 червня 2022), Зальцбург, Вісбю (з 2 серпня 2022), Задар (з 19 травня 2022) |
| Sundair      | Сезонно: Анталія, Іракліон, Пальма-де-Мальорка |

## Пасажирообіг
Див. джерело запитів Вікіданих та джерела.

## Наземний транспорт

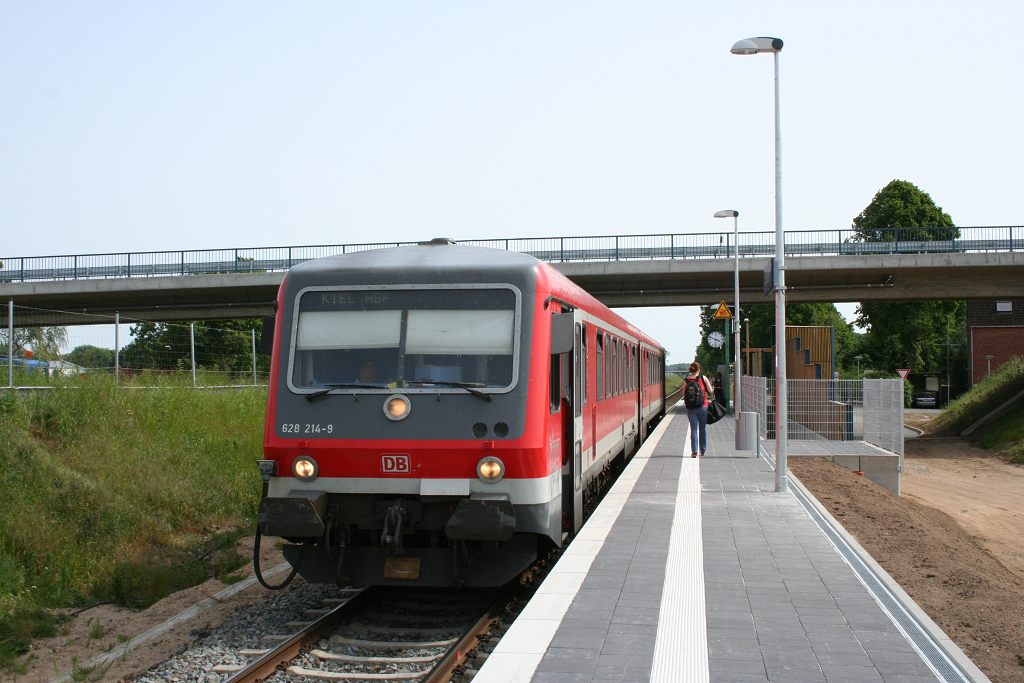
Потяг на станції Любек-Аеропорт

### Автомобіль
До аеропорту Любека можна дістатися по автомагістралі A1, що веде до Гамбурга, і A20, що прямує на схід через Мекленбург-Передня Померанія (виїзд Любек-Південний).

### Автобус
Автобус маршруту 6 курсує що 30 хвилин і сполучає аеропорт з головним автовокзалом Любека («ZOB»). 
Від аеропорту до центрального залізничного вокзалу Гамбурга курсує регіональний маршрутний автобус маршруту A20, що зупиняється біля центральної автобусної станції "ZOB". 
Розклад A20 залежить від літака, який прибуває в Любек і вилітає з нього.

### Потяг
Регіональні потяги курсують щогодини між Кілем і Люнебургом , зупиняючись на станції Любек-Аеропорт, а також на станції  Любек-Центральний, де можна пересісти на потяги Бюхену та Гамбурга.